# タカトクトイス

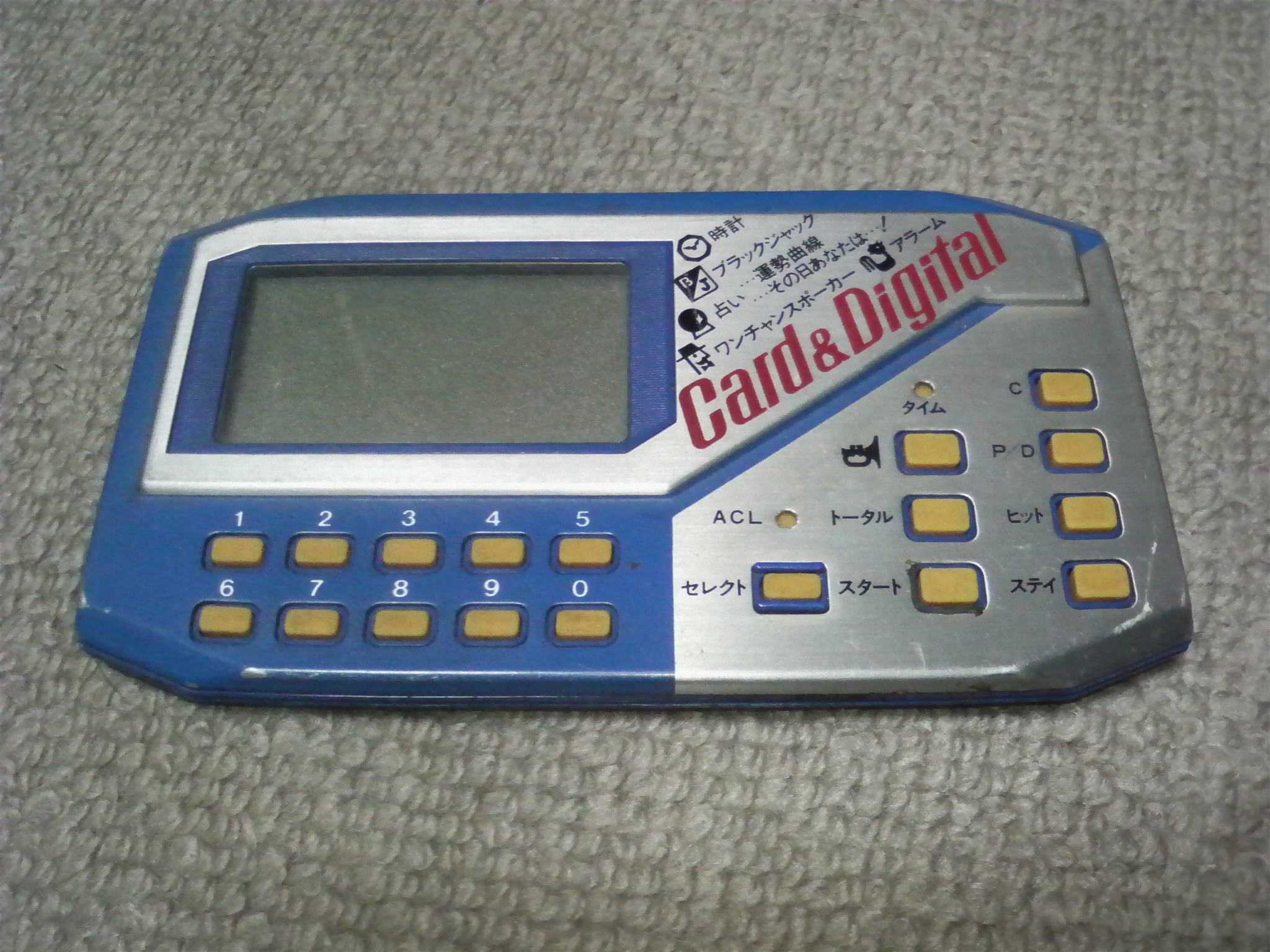
タカトクトイスが発売していた商品の一例。カード&デジタル

株式会社タカトクトイス（英称：TAKATOKU TOYS Co.,Ltd.）は、かつて存在した日本の玩具メーカーである。
1981年（昭和56年）時点で本社は東京都台東区蔵前3丁目20番地2号に所在した。1984年（昭和59年）5月25日に1回目の不渡り手形を出し、事業停止。負債総額は約30億円に上った。これにより、当社は解散となり、実質的に倒産した。
倒産後の建物はサクラクレパス東京営業所と駐車場に転用された後、再開発に伴い2013年（平成25年）に取り壊された。2020年（令和2年）4月現在、本社の跡地は賃貸マンションが建ち並ぶ住宅地となっている。

## 概要

### キャラクター玩具会社として
母体は1917年（大正6年）創業の「高徳商店」。創業者の高木得治郎の名前から採られたものだが、「高得」では「高く売って得をする」ということになり好ましくないので「高徳」になったとのこと。
1953年（昭和28年）に法人組織になり、「株式会社高徳玩具製作所」に改める。後に「高徳玩具株式会社」→「高徳商事株式会社」→「株式会社タカトク」を経て、1979年（昭和54年）10月頃に「株式会社タカトクトイス」へ社名を改称した。
日本初の玩具化されたテレビキャラクターとされている赤胴鈴之助で、既にキャラクター玩具を売り出しており、その後も『鉄腕アトム』『鉄人28号』『ウルトラマン』『サンダーバード』などヒットキャラクターの商品化を次々に手掛けた。現在の日本最大手のキャラクター玩具販売会社であるバンダイの二代目社長、山科誠もキャラクター玩具ではバンダイよりタカトクが「先発メーカー」と認めている。
当時キャラクター玩具はマスコミ玩具と呼ばれていたが、この「マスコミ玩具」という言葉を一般化する前から使用しており（一般化したのは昭和40年代）、1960年（昭和35年）頃の『東京玩具商報』掲載の広告に「高徳のマスコミ玩具」という表現がみられる。

### 経営悪化
『仮面ライダー』でもバンダイの子会社:ポピー（現・プレックス）より先に商品化権を取得するが、後の仮面ライダーシリーズではポピーの方が多く商品化していく。そして東映は、仮面ライダーの回転変身ベルトの大ヒットで収益に大きな貢献をしたポピーに、同シリーズの独占商品化権を与えた。仮面ライダーに限らず以降の東映作品はポピーに優先的に商品化権が与えられるようになる。特撮・アニメの業界で大きなシェアを握っていた東映作品の商品化がままならなくなったのは、タカトクにとって手痛い損失となった。
この様な要因から、経営の内実は悪化の一途を辿っていった。倒産直前もなお、キャラクター玩具市場で業界3位の売上規模だったものの作品ごとの成功不成功の落差が著しく、トータルで見た場合には極度に悪化していた利益率の改善ができないまま1984年5月に経営破綻した。

### 経営破綻
タカトクにとっての致命傷は、1983年にスポンサーとなった『超時空世紀オーガス』『イタダキマン』『銀河疾風サスライガー』『特装機兵ドルバック』の玩具販売が悉く不振に終わったことであった。特に『イタダキマン』や『サスライガー』は視聴率不振のために放送期間が短縮され、それぞれのアニメシリーズの最終作ともなっている。『イタダキマン』では制作現場に様々な混乱が発生し、低迷に追い打ちを掛ける事態になってしまったのはタカトクにとっても不運だった。なお、『超時空世紀オーガス』は倒産直前である1984年4月に放送が終了しており、超時空シリーズの次作品である『超時空騎団サザンクロス』はバンダイがスポンサーとなっている。
また、倒産直前である1984年2月にスポンサーに付き、倒産当日に第17話が放送されていた『超攻速ガルビオン』もタカトク倒産が直接の要因となって第22話の終了をもって中途打ち切りになり、同作を制作し、同時にタカトクトイスが大口スポンサーとして出資者となっていた国際映画社も経営危機に陥り、翌1985年に事実上倒産している。
なお、倒産直前にスポンサーについていたアニメのうち、『イタダキマン』は当初は全26話もしくは全52話、『銀河疾風サスライガー』は当初は全52話の放送が予定されていた。『超攻速ガルビオン』も第26話まで完成しており、タカトク倒産後も第18話から第22話まで放送したが、第23話から第26話までは未放送となった他、タカトクによる玩具販売も行われなかった。『特装機兵ドルバック』はタカトク倒産後の1984年7月まで放送した。
タカトク倒産・解散の際、同社製品の金型が債権者を通じて同業他社へと流出した。タカトクは商品企画までは行っていたものの、実際の製造は全製品・全工程を外注委託していたファブレスメーカーであり、製造委託先の中でも大口取引先だった株式会社マツシロが連鎖倒産した。マツシロは紆余曲折を経て株式会社バンダイが傘下に収める形で新会社の株式会社ユニックスとして再建され、ユニックスの製品はバンダイブランドで発売されることになった。
前年、1983年のキャラクター玩具中堅のクローバーの倒産もあり、タカトク倒産後のキャラクター玩具市場は1位のバンダイと2位のタカラ（現・タカラトミー）へと寡占化が進んだ。

## 代表的な商品

### Z合金（ゼットごうきん）
タカトクから発売された合金玩具の総称（ただしパッケージには「合金」とだけ記載されることが多い）。当初は「Zシリーズ」と呼ばれた。「Z」とは亜鉛の元素記号「Zn」から来ている。Z合金で発売されたテレビキャラクター商品を「Zキャラクター」と呼称することもある。

#### タイムボカンシリーズ関係商品
シリーズを通して最大のスポンサーだった。主人公のメカを中心に商品化された。特に、ヤッターマンのものは大ヒットを記録、タカトクが名前の由来となったキャラクター（高田徳兵衛、ガンちゃんの父）も登場し、リメイク劇場版にも登場している。
タイムボカン/ヤッターマン/ゼンダマン
Z合金ヤッターワンなどメインメカの他、ゾロメカ群も発売。敵側メカとしてはタイムガイコッツが立体化された。
オタスケマン
主要メカ7種は全て発売。サンデー号は大小サイズが存在。
ヤットデタマン
リアルロボットブームに乗り、七頭身ロボが登場。大巨神と大天馬がセットになった「黄金合身・大馬神」がフラッグアイテム。
逆転イッパツマン
主役メカが交代するが、これはタカトク側の要望だったそうである。「一発合身・逆転王」「マンモス合身・三冠王」「合金ホームベーサー」などが発売。
イタダキマン
再度動物型メカへ。番組人気が不調だったこともありシリーズ終了。タカトクのタイムボカン玩具展開も終了となり、翌年の1984年、会社自体も倒産の憂き目に遭う。「カブトゼミ」「ワンガルー」「ペリギン」などが発売された。

### スーパーロボット系関係商品
『コン・バトラーV』の成功は玩具業界に巨大ロボット玩具ブームを巻き起こした。タカトクも例に漏れずブームに乗り様々なスーパーロボット関連の変形・合体ロボットを商品化している。なおタカトクでは合体型ロボットに『合身』というコードを使用した。
宇宙魔神ダイケンゴー
「ビルドプラン・ダイケンゴー」
戦国魔神ゴーショーグン
「戦国合身ゴーショーグン」
Xボンバー
「電撃合身・ビッグダイエックス」
逆転イッパツマン
「一発合身・逆転王」「マンモス合身・三冠王」
銀河旋風ブライガー
「ブライガー超変形」
銀河烈風バクシンガー
「爆走合身バクシンガー」

### 可変ロボシリーズ
タカトクは「宇宙魔神ダイケンゴー」の頃から合体ロボット玩具に積極的に関節可動を取り入れ、これがリアルロボットブームを契機に変形と関節可動を両立させた「バルキリー」として結実する。
『超時空要塞マクロス』以降は『超時空世紀オーガス』『銀河疾風サスライガー』『特装機兵ドルバック』『超攻速ガルビオン』といったアニメのスポンサーをしており、この頃にはそれらに登場するロボットの変形する玩具には個別のシリーズ名称を与えず「可変メカシリーズ」に統一、リアルロボットブームに可変機能を有するロボット玩具を多数輩出していた。
またアートミックの企画・デザインによる、昆虫から変形するオリジナルのロボットシリーズ『機甲虫隊ビートラス』も存在する（ちなみにプラモデルは今井科学からの発売）。これらの玩具の金型は、タカトク倒産後にバンダイに渡り、更にアメリカのハズブロに渡ってトランスフォーマーシリーズの一部になったが、日本では版権の関係で、これらの玩具は全て未発売に終わっている。
「バルキリー」のトイは大ヒットとなったが、これに続く「オーガス」「サスライガー」「ドルバック」等の販売は振るわず、倒産の一因となった。「ナイキック」はシリーズの盛り上がりの時期に販売されたため、「オーガス」シリーズでは多少の好成績を残しているものの業績の回復にまでは至らなかった。

#### その他の商品
ウルトラマンレオのMAC基地やマッキー、破裏拳ポリマーのポリマーマシン、コンドールマンの「マッハコンドル」、超スーパーカー ガッタイガーの「ガッタイガー・コンビネーションGO」など多数の商品が発売。マッハGoGoGo、円盤戦争バンキッド、アクマイザー3、超神ビビューン、ぐるぐるメダマン、快傑ズバット、とびだせ!マシーン飛竜、氷河戦士ガイスラッガー、冒険ファミリー ここは惑星0番地、宇宙海賊キャプテンハーロック、サイボーグ009、メガロマン、J9シリーズ等のZ合金も発売されている。

### ホビックシリーズ
亜鉛合金製のZ合金に対して、本商品はプラスチック製である。Z合金と比べると大型かつ高額なことが多い。ウルトラマンレオのMAC基地、タイムボカンのメカブトンなどが同シリーズで発売された。

### 安全刀
前述の赤胴鈴之助絡みで発案されたポリ製の振り回しても安全な刀。1970年代前半までの同社の主力商品であった。快傑ライオン丸や変身忍者 嵐などのキャラクターを絡めたものもあった。

### ヘルメット
きっかけはウルトラセブンヘルメットからで、帰ってきたウルトラマンと仮面ライダーの二大キャラクターのヘルメットが生産が追いつかなくなるほどのヒットになってからシリーズ化される。ただし前述の商品化権の問題からか仮面ライダーV3以降の仮面ライダーシリーズのヘルメットはポピーから発売される。後に売れなくなりウルトラマンレオの頃、シリーズは消滅する（ただしシリーズが消滅した後も『ゼンダマン』などで散発的にヘルメットが発売されることはあった）。

### エアソフトガン
「BSガンシリーズ」、「TMガンシリーズ（01、DG、99）」、「TMガンSS」から続く、タカトクトイスの「SSシリーズ」は、エアソフトガンの黎明期を代表するシリーズである。中でも「SS-9000」ボルトアクションライフルは絶大な人気を誇り、BB弾の登場やカートレス化など時代に合わせた改良が絶えずなされ、社外品のカスタムパーツも「カスタムパーツだけで1挺組める」と言われるほどの展開を見せた。タカトク倒産後もSS-9000は数々のメーカーを渡り、2014年現在ではクラウンU10ジュニア・シニアと、エスツーエスTSR-ZEROとしてその姿を留めている。ちなみに「TM」とは「タカトクマツシロ」で「SS」とは「スーパースポーツ」の略である。

### 銃シリーズ
1960年代の頃からタカトクは子供向けの銃玩具を多く発売しており、これらは大人向けエアソフトガンと比べると安価で、子供のための安全性に配慮し、子供向けのギミックを搭載したものだった。子供向けのエアソフトガンから光と音が出るだけの光線銃とラインナップは幅広い。既存の銃シリーズを流用してキャラクター商品にした物もあり、それらは流用なので元の作品の銃に似ていないか、作中に存在しない物だった。例えばテキサスイーグルを流用してウルトラマンテキサスになったりする。ただし荒野の少年イサムのテキサスイーグルのように流用しても違和感のないものもあるし、ウルトラマンAの電動タックガンのように新規に作られ作中の銃に似ているものもある。さらに流用してキャラクターを的にしたウルトラセブンターゲットゲームなどの射的ゲームも発売された。これらの流用銃玩具はタカトクがスポンサーとしてテレビキャラクターの企画に関与し、作中のアイテムとそっくりな玩具を売るようになった1970年代後半にはなくなった。

### ボードゲーム
「生き残り頭脳ゲーム」「沈没作戦ゲーム」等を発売していた。これらのゲームはハナヤマやメガハウスからリニューアルされて発売されている。
また戦国時代の国盗りを題材とした「戦国武将ゲーム」、テレビ番組と同名の「食いしん坊万才ゲーム」等も発売されていた。

### 電子ゲーム
1980年代前半の電子ゲームブームに乗り、個性あるゲームを生み続けた。「ゲームロボット九」
「ゲームロボット5」は、9つの光るボタンと派手なメロディを駆使して、モグラたたきや記憶力ゲーム等9種類（「ゲームロボット5」は5種類）のゲームを楽しむことが出来た。また「ヒステリックママ」「ネコドンドン」「ロボットメーカー」「ペンギンギン」等の名作ゲームを発売している。
「ゲームロボット」シリーズはタカトク倒産後ハナヤマが権利を継承し、新型の「ゲームロボット21」（2005年）、「ゲームロボット50」（2013年）、「ゲームロボットAI」（2020年）などを発売している。

### ジャンボキャラクター自動販売機
高さ2メートルほどの仮面ライダーやミラーマンなどのキャラクターの形をした自動販売機。100円を入れるとカプセル玩具が出てくる。販売店や遊園地向けの商品で1台30万円。店頭ディスプレイも兼ねている。

## タカトクトイスによる玩具化作品
- 赤胴鈴之助
- 月光仮面
- 鉄腕アトム (アニメ第1作)
- 鉄人28号
- ビッグX
- スーパージェッター
- 宇宙エース
- ジャングル大帝(第1作)
- オバケのQ太郎(第1作)
- W3
- 遊星少年パピイ
- 戦え!オスパー
- ウルトラQ
- ウルトラマン
- 悟空の大冒険
- キャプテンウルトラ
- ウルトラセブン
- サンダーバード
- キャプテンスカーレット
- 怪物くん（モノクロ版）
- 魔法のマコちゃん
- 帰ってきたウルトラマン
- 仮面ライダー
- ミラーマン
- 超人バロム1
- 変身忍者 嵐
- イナズマン
- ムーミン（1972年版）
- 快傑ライオン丸
- シルバー仮面
- 科学忍者隊ガッチャマン
- スペクトルマン
- ウルトラマンA
- 仮面ライダーV3
- マジンガーZ
- ウルトラマンタロウ
- ジャンボーグA
- 人造人間キカイダー
- 山ねずみロッキーチャック
- 流星人間ゾーン
- 走れ!ケー100
- ドラえもん (1973年のテレビアニメ)
- 荒野の少年イサム
- 新造人間キャシャーン
- スーパーロボット レッドバロン
- ウルトラマンレオ
- 破裏拳ポリマー
- コンドールマン
- みつばちマーヤの冒険
- ガンバの冒険
- タイムボカン
- アクマイザー3
- 超神ビビューン
- ぐるぐるメダマン
- UFO戦士ダイアポロン
- 円盤戦争バンキッド
- ヤッターマン
- 快傑ズバット
- 氷河戦士ガイスラッガー
- 冒険ファミリー ここは惑星0番地
- 超スーパーカー ガッタイガー
- とびだせ!マシーン飛竜
- 宇宙海賊キャプテンハーロック
- 宇宙魔神ダイケンゴー
- ゼンダマン
- サイボーグ009(1979年版)
- メガロマン
- タイムパトロール隊オタスケマン
- 龍虎巨人ゴーカイザー
- ヤットデタマン
- Xボンバー
- 銀河旋風ブライガー
- 戦国魔神ゴーショーグン
- 銀河烈風バクシンガー
- 逆転イッパツマン
- 超時空要塞マクロス
- 銀河疾風サスライガー
- イタダキマン
- 超時空世紀オーガス
- 特装機兵ドルバック
- 超攻速ガルビオン (未発売)
- タイムマシーン